# Luis Urruti
Luis Urruti, vollständiger Name Luis Alfredo Urruti Giménez, (* 11. September 1992 in Conchillas) ist ein uruguayischer Fußballspieler.

## Karriere
Der nach Angaben seines Vereins 1,77 Meter große, "Tito" genannte Mittelfeldakteur Urruti spielte mindestens im Jahr 2012 für Centro Atlético Fénix. Seit 2013 steht er beim in der Primera División antretenden Club Atlético Cerro unter Vertrag. Dort absolvierte er in der Saison 2013/14 vier Erstligapartien. Ein Tor erzielte er nicht. In der Spielzeit 2014/15 lief er in zehn Erstligabegegnungen auf und schoss ein Tor. Während der Saison 2015/16 stehen 27 weitere Erstligaeinsätze (sechs Tore) für ihn zu Buche. Anfang Juli 2016 schloss er sich dem Club Atlético Peñarol an, für den er bislang (Stand: 11. Februar 2017) drei Erstligaspiele (kein Tor) und zwei Partien (kein Tor) in der Copa Sudamericana 2016 bestritt.